# Sanlizhuang
Sanlizhuang (kinesiska: 三里庄) är en socken i Kina. Den ligger i provinsen Hebei, i den norra delen av landet, omkring 240 kilometer söder om huvudstaden Peking.
Genomsnittlig årsnederbörd är 770 millimeter. Den regnigaste månaden är juli, med i genomsnitt 294 mm nederbörd, och den torraste är mars, med 4 mm nederbörd.